# خوان کارلوس فررا
خوان کارلوس فررا (انگلیسی: Juan Carlos Ferreyra؛ زادهٔ ۱۲ سپتامبر ۱۹۸۳) بازیکن فوتبال اهل آرژانتین است.
از باشگاه‌هایی که در آن بازی کرده‌است می‌توان به باشگاه فوتبال بوتافوگو، باشگاه ورزشی بارسلونا، باشگاه فوتبال نیولز اولد بویز، باشگاه فوتبال جیمناسیا لاپلاتا، و باشگاه ورزشی دیپورتیوو کالی اشاره کرد.